# Warneckea schliebenii
Warneckea schliebenii là một loài thực vật có hoa trong họ Mua. Loài này được (Markgr.) Jacq.-Fél. miêu tả khoa học đầu tiên năm 1978.